# Cătălin Petrișor
Cătălin Petrișor (Odobești, 9 agosto 1992) è un cestista rumeno.

## Palmarès
- Campionato rumeno: 1

CSM Oradea: 2015-16